# Piz Martegnas
Der Piz Martegnas ⓘ ist ein Berg südwestlich von Savognin im Kanton Graubünden in der Schweiz mit einer Höhe von 2670,4 m ü. M. Er ist durch die Savognin Bergbahnen mit einer Sesselbahn erschlossen und bildet den zweithöchsten Berg im Skigebiet.

## Lage und Umgebung
Der Piz Martegnas gehört zur Piz Curvér-Gruppe, einer Untergruppe der Oberhalbsteiner Alpen. Auf dem Gipfel trafen sich die Gemeindegrenzen zwischen den ehemaligen Gemeinden Salouf, Riom und Parsonz, die nun alle zur Gemeinde Surses gehören.
Zu den Nachbargipfeln gehören der Piz Toissa, der Piz Arlos, der Piz Arblatsch, der Piz Forbesch, der Piz Mez, der Piz Cartas und der Piz Curvér.
Auf der Nordostflanke sowie auf der Südflanke des Piz Martegnas befindet sich das Skigebiet Savognin.
Talorte sind Savognin, Riom und Parsonz. Häufige Ausgangspunkte sind Somtgant (mit der Bahn erreichbar) und Radons (mit dem Auto erreichbar).

## Routen zum Gipfel

### Über Somtgant
- Ausgangspunkt: Somtgant (2117 m), Tigignas (1592 m), Parsonz (1367 m), Riom (1257 m), Savognin (1207 m) oder Parkplatz Cre digl Lai (1780 m)
- Route: Über den Nordostgrat
- Als Wanderweg weiss-rot-weiss markiert
- Schwierigkeit: B
- Zeitaufwand: 1½ Stunden von Somtgant, 3 Stunden von Tigignas, 3½ Stunden von Parsonz, 4 Stunden von Riom, 4½ Stunden von Savognin oder 3½ Stunden von Parkplatz Cre digl Lai

### Über Bargias
- Ausgangspunkt: Radons (1866 m) oder Savognin (1207 m)
- Route: Parnoz, Punt Pajer, Radons, Bargias, Cartas, dann entlang der Skipiste
- Als Wanderweg weiss-rot-weiss markiert
- Schwierigkeit: B
- Zeitaufwand: 2½ Stunden von Radons oder 5 Stunden von Savognin

### Über den Nordwesthang
- Ausgangspunkt: Parkplatz Cre digl Lai (1780 m) oder Salouf (1258 m)
- Route: Alp Foppa, Val Cumegna dann über den Nordwesthang
- Schwierigkeit: EB
- Zeitaufwand: 2 Stunden von Parkplatz Cre digl Lai, 3½ Stunden von Salouf

## Galerie

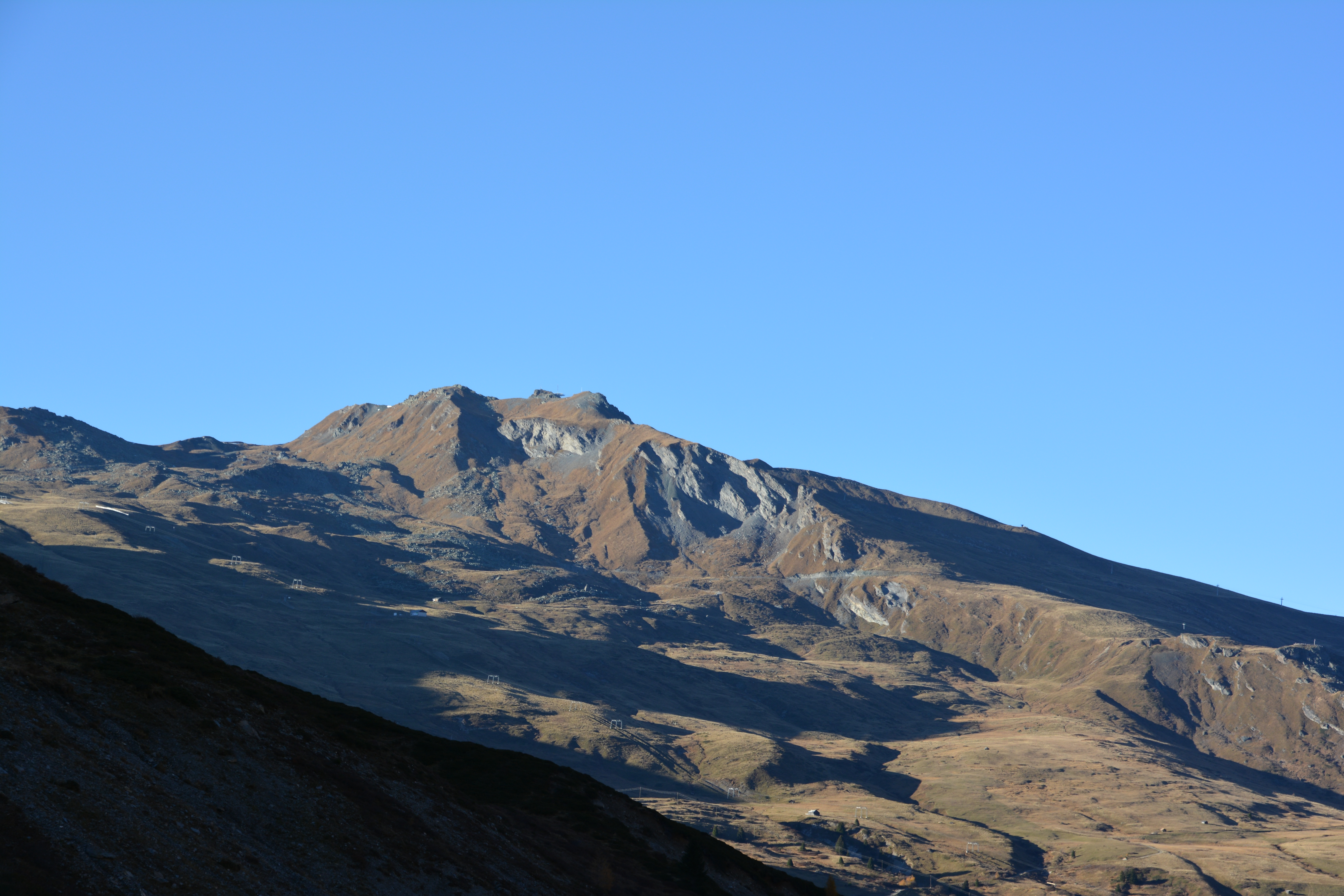
Piz Martegnas, aufgenommen von Alp Curtegns bei Radons
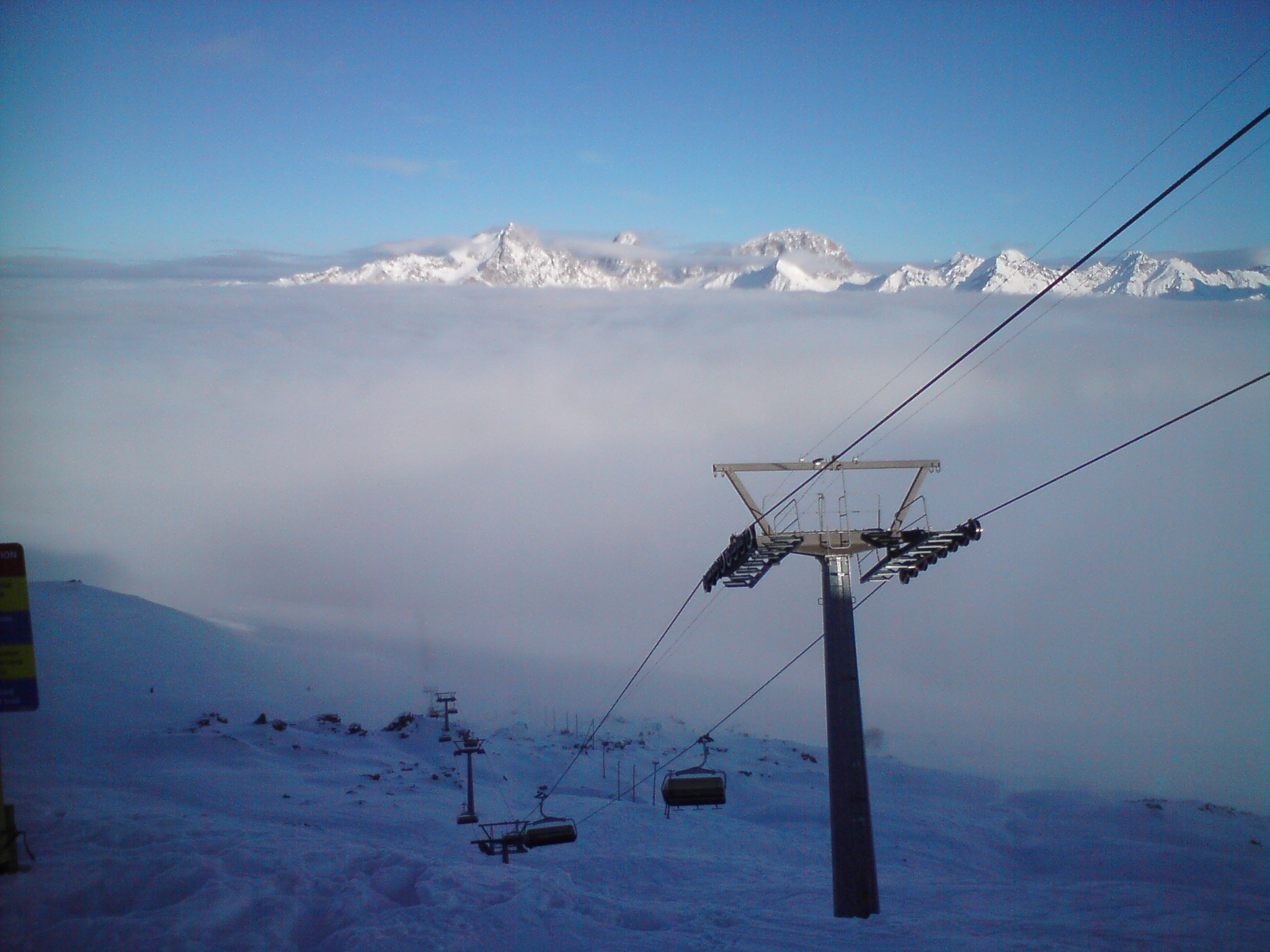
Nebelmeer unter Piz Martegnas. Im Hintergrund die Bergüner Stöcke mit Piz Mitgel, Tinzenhorn und Piz Ela
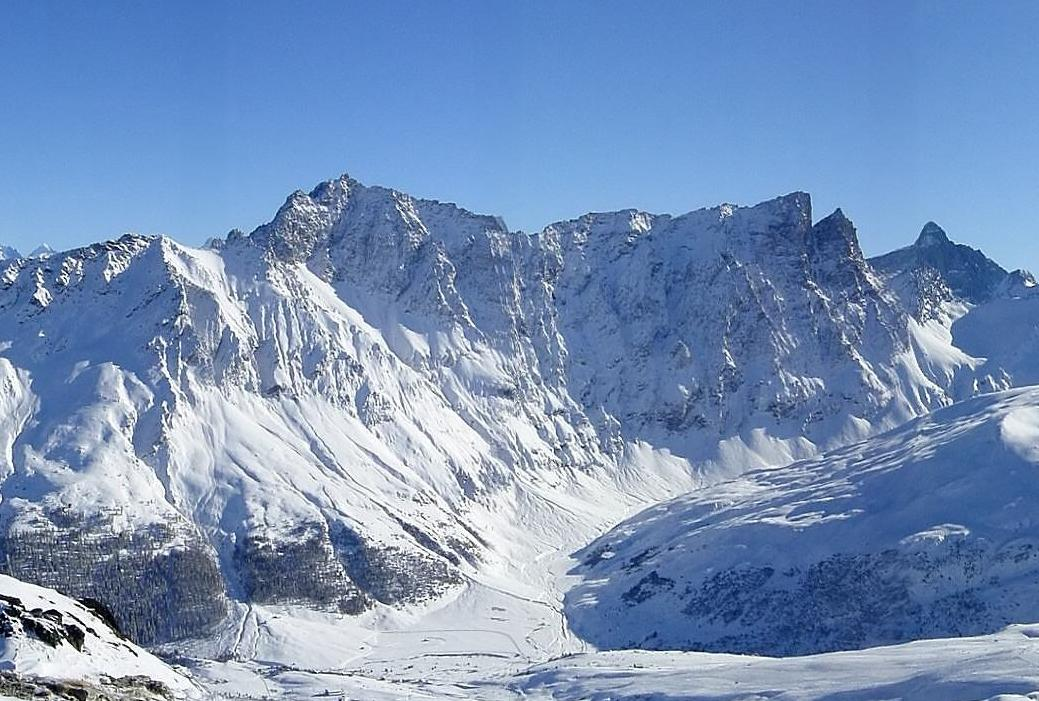
Sicht Richtung Piz Arblatsch, Piz Forbesch und Piz Platta
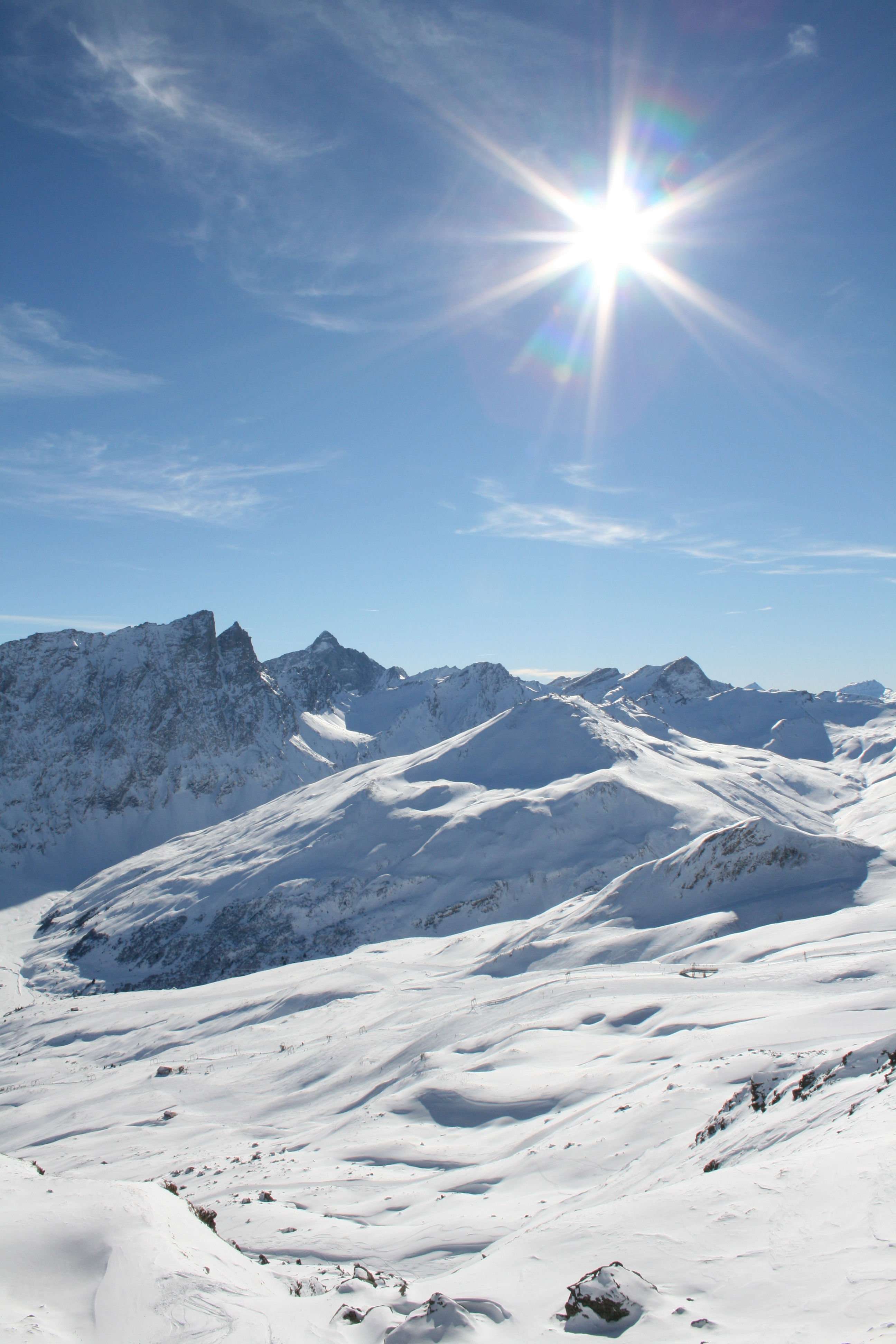
Sicht Richtung Skigebiet Radons mit Piz Forbesch, Piz Platta, Inner-, Mittler- und Usser Wissberg (3052 m) sowie Piz Mez